# Мешвеш
Мешвеш (маша маваша, сокращенно Ма) — одно из ливийских племён, известное в Древнем Египте со времён XIX династии.
Во времена правления фараона Аменхотепа III народ мешвеш поставляет бычий жир в храмы Малката близ Фив и знаменит как род искусных скотоводов. Также о них упоминается как о враждебном Древнему Египту племени, совершавшем набеги на запад дельты Нила и со временем превратившимся в серьёзную угрозу для этого региона. Как сообщает «стела в Мерса-Матрухе», впервые в этом качестве они вторгаются в Египет при фараоне Рамзесе II. В 1208 году до н. э., на 5-й год правления фараона Мернептаха, на западе Дельты произошла Саисская битва — между многочисленным войском из ливийцев (в том числе и мешвеш) и «народов моря» с одной стороны, и египетскими войсками — с другой.
Продолжение этой борьбы между Египетским государством и ливийцами мешвеш имело место при фараоне Рамзесе III, который после одержанной победы расселил племена мешвеш в своей стране с тем, чтобы набирать ливийцев в свою армию, а также использовать их на различных работах. Вожди мешвеш становились жрецами в местных храмах и со временем в местах их расселения образовалось автономное небольшое княжество, правитель которого под именем Шешонк I в 945 году до н. э. становится первым фараоном Древнего Египта из Ливийской династии (XXII династия).
Вероятно, соответствуют упоминаемым Геродотом максиям.